# Філофобія
Філофобія — страх закохатися чи мати якусь прив'язаність до людини. Часто спостерігається в релігіях. 
Причинами філофобії, найімовірніше, є пережита втрата коханої людини з різних причин, частіше через розлуку. Розвивається цей страх через побоювання повторення попереднього досвіду, особливо, коли це часто призводило до втрати самооцінки, погіршення загального здоров'я людини, втрати мети життя. 
Як правило, філофобія триває недовго, але, залежно від стадії пережитого стресу, може розвиватися хронічна філофобія. У випадку, якщо людина вийшла зі стресу та переживань після втрати, «знайшла» себе у цьому світі та в неї з'явилася філофобія, у неї можуть атрофуватися деякі можливості відчуттів. Також може розвинутися нарцисизм. У найгіршому випадку філофобія може спричинити падіння самооцінки, острах людей протилежної статті, самогубство[джерело?].